# Legúmina
La Legúmina, o caseína vegetal, es una proteína de sustancia análoga a la proteína de la leche. Se extrae de las habas, guisantes u otras semillas leguminosas por medio de la maceración. Es una globulina, y estructuralmente es perteneciente a la familia de globulinas 11S.

## Propiedades

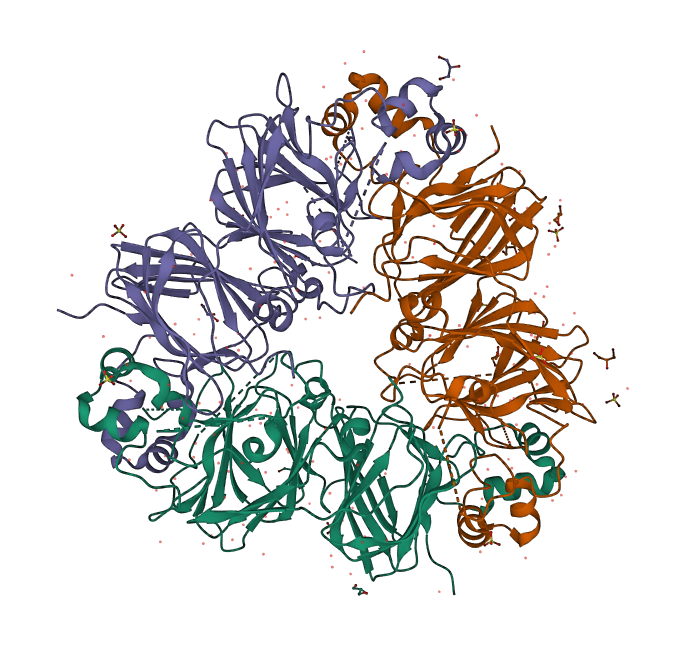
Estructura en 3D de la Legúmina.

Karl Heinrich Ritthausen encontró legúmina en guisantes, arvejas, lentejas y habas, los cuales contenían los siguientes elementos en estas proporciones: carbono (51,48%); hidrógeno (7.02%); nitrógeno (16.77%); y oxígeno (24,32%). La legúmina es soluble en agua y en ácidos y álcalis débiles, y no coagula por efecto del calor.
Se asemeja a la caseína de la leche de los mamíferos, la cual fue considerada idéntica por Liebig y otros, y por lo tanto fue llamada "caseína vegetal". Contiene menos carbono y más nitrógeno que la caseína. Tras el tratamiento con ácido sulfúrico, la legúmina da los aminoácidos leucina, tirosina, ácido glutámico y ácido aspártico .